# Zorinae
Los zóridos (Zorinae) son  una subfamilia de arañas araneomorfas, que forman parte de los licosoideos (Lycosoidea), una superfamilia formada por once familias entre las cuales destacan por su número de especies las familias Lycosidae, Ctenidae, Oxyopidae y Pisauridae.
No construyen telarañas. Es un grupo en el que es difícil determinar las especies, especialmente en el género Zora.

## Distribución
Muchas especies viven en el trópico (Sudamérica, Australia, África, Asia). Israzorides judaeus es endémica de Israel, y algunas especies del género Zora ocupan hábitats más fríos en los EUA y en Europa llegando hasta Suecia.

## Sistemática
Con la información recogida hasta el 31 de diciembre de 2011, esta subfamilia cuenta con 79 especies descritas comprendidas en 14 géneros:
- Argoctenus L. Koch, 1878 (Nueva Zelanda, Australia)
- Elassoctenus Simon, 1909 (Australia)
- Hestimodema Simon, 1909 (Australia)
- Hoedillus Simon, 1898 (Guatemala)
- Israzorides Levy, 2003 (Israel)
- Odo Keyserling, 1887 (Centro América y Sur América, Australia)
- Odomasta Simon, 1909 (Tasmania)
- Simonus Ritsema, 1881 (Australia)
- Thasyraea L. Koch, 1878 (Australia)
- Tuxoctenus Raven, 2008 (Australia)
- Voraptus Simon, 1898 (África)
- Xenoctenus Mello-Leitão, 1938 (Argentina)
- Zora C. L. Koch, 1847 (Paleártico)
- Zoroides Berland, 1924 (Australia)